# Quintette pour piano de Schumann

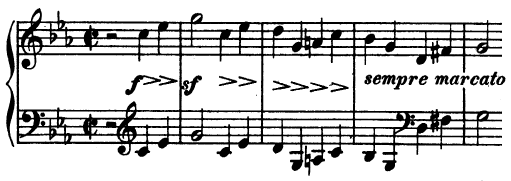
Partition

Le Quintette pour piano en mi bémol majeur, op. 44, de Robert Schumann a été composé en septembre et octobre 1842. Première œuvre romantique pour cette formation, il est écrit pour piano et quatuor à cordes (deux violons, alto et violoncelle). Il fut créé le 8 janvier 1843 par des musiciens du Gewandhaus et Clara Schumann au piano. Wagner s'en montra fort enthousiaste : « Votre quintette, très cher Schumann m′a beaucoup plu […] je vois quel chemin vous voulez suivre, c′est aussi le mien, là est l′unique chance de salut » (lettre du 25 février 1843). Berlioz et Liszt furent plus réservés à son égard. Chef-d'œuvre romantique du genre, ce modèle sera adopté par la suite par Brahms, Dvořák ou César Franck.
Des extraits du deuxième mouvement sont régulièrement utilisés pour accompagner les images du film Adolphe, de Benoît Jacquot, inspiré du roman éponyme de Benjamin Constant.

## Structure
1. Allegro brillante (mi bémol majeur, à 2/2)
2. In modo d'una marcia, un poco largamente (en ut mineur, à 2/2)
3. Scherzo: Molto vivace (en mi bémol majeur, à 6/8)
4. Finale: Allegro ma non troppo (en mi bémol majeur, à 2/2)

- Durée d'exécution : environ trente minutes.

## Discographie
Il existe de nombreuses interprétations discographiques de grande qualité. Deux versions historiques font référence : celle du Quatuor du Gewandhaus de Leipzig et Peter Rosel (Eterna, 1985) est particulièrement idiomatique au langage musical schumannien ; celle du Quatuor Emerson et Menahem Pressler (DGG, 1995) est stylistiquement d'une très grande élégance.